# باشگاه ورزشی الاقصی
باشگاه ورزشی الاقصی (عربی: نادي الاقصی) باشگاه ورزشی در نوار غزه، فلسطین است.
این باشگاه که در سال ۱۹۹۳ تأسیس شده و در لیگ فوتبال نوار غزه شرکت می کند. این تیم در لیگ قهرمانان آسیا ۰۳–۲۰۰۲ و جام برندگان جام آسیا ۰۲–۲۰۰۱ و جام قهرمانان باشگاه‌های عربی شرکت کرده است.